# Gustav Friedrich Waagen
Gustav Friedrich Waagen, né à Hambourg en 1794 et mort en 1868, est un historien de l'art allemand. Il est le premier conservateur de la Gemäldegalerie et le premier professeur d'histoire de l'art à Berlin.

## Biographie
Fils d'un peintre et neveu du poète Ludwig Tieck, il fréquente très tôt les galeries d'art. Après un séjour à Rome dans les milieux artistiques germanophones, il s'engage comme volontaire dans l'armée prussienne en 1813 pour combattre les armées napoléoniennes jusqu'en 1815. Arrivé à Paris, il étudie les œuvres conservées au musée du Louvre avant leur rapatriement. Il étudie l'histoire, la philosophie et la philologie à université de Breslau entre 1815 et 1818 puis à l'université de Heidelberg où il étudie la collection d'art de Sulpiz Boisserée et son frère Melchior. Il est diplômé en histoire en 1819. 
Après plusieurs voyages, il publie en 1822 Über Hubrecht und Johann Van Eyck, le premier catalogue raisonné de Jan van Eyck et contribue à la réévaluation de l'art flamand. En 1823, il participe à la création du premier musée d'art à Berlin et voyage en Europe à cette fin. Il prend la tête de la Königliche Gemäldegalerie en 1830. En 1833, il publie un essai sur Rubens dans lequel il prend la défense de l'art baroque. Il continue à voyager sans arrêt à travers l'Europe pour réaliser de nouvelles acquisitions, et particulièrement en Angleterre où il noue de nombreux contacts avec les collectionneurs et conservateurs locaux. En 1844, il est nommé professeur d'histoire de l'art de l'université de Berlin, cette discipline acquérant pour la première fois une autonomie disciplinaire dans une université. Il meurt brutalement à Copenhague à l'occasion d'un voyage.

## Principaux Travaux
- Über Hubert und Johann Van Eyck. Breslau: J. Max, 1822
- Kunstwerke und Künstler in England and Paris. Berlin: 1837, English, traduit en anglais : Works of Art and Artists in England. London: J. Murray, 1838;
- Kunstwerke und Künstler in Deutschland. 2 vols. Leipzig: F. A. Brockhaus, 1843-1845;
- Treasures of Art in Great Britain: Being an Account of the Chief Collections of Paintings, Drawings, Sculptures, Illuminated Mss., 3 vols and index. London: J. Murray, 1854;
- Handbuch der deutschen und niederländsichen Malerschulen. Stuttgart: Ebner & Seubert, 1862; edited new edition, with Crowe, Joseph Archer. Kugler, Franz. (traduit en anglais : Handbook of Painting: the German, Flemish and Dutch Schools: Based on the Handbook of Kugler. London: J. Murray 1874)